# ライブアイドル入門
「ライブアイドル入門」は、2011年8月31日にHMVより発売された日本のライブアイドルの楽曲のコンピレーション・アルバム。吉田豪が監修した。

## 概要
プロインタビュアーの吉田豪が、2011年の時点で聞いておくべきライブアイドルの楽曲を選曲し、監修したCD。監修者による解説が全曲についている。
2011年9月3日には吉田豪がTBSラジオの「タマフル」の「あなたの知らない良質アイドルソングの世界」と銘打たれたコーナーにゲスト出演し、このCDに関連したライブアイドルについてトークをした。
同月10日には大宮ロフトで発売記念イベントをしている。

## 収録曲
1. ミラクル♡プランができちゃった! / ちゃーみー♡くいーん
2. Kiss+kissでおわらない / でんぱ組.inc
3. スウィート君にガンバるちゃん / Cu+Be
4. 恋愛サーキュレーション / 小桃音まい
5. シンクロニシティ / Julie Watai
6. 圧倒的なスタイル / Negicco
7. tengal6 / tengal6
8. LOVEずっきゅん / L-mode Feat. Stylish Heart
9. 恋のおねだり人形 / たれめのロリーズ
10. スパイスィ→カレー / ミ★pop
11. ネライ撃ち! / メグリアイ
12. ドキッ!こういうのが恋なの? / えり〜な
13. Power Record / hy4_4yh
14. 時代はサーカスの象に乗って / 制服向上委員会

## 収録曲について
「恋愛サーキュレーション」はアニメ「化物語」の挿入歌のカバー。「LOVEずっきゅん」は相対性理論のカバー。「スパイスィ→カレー」はリトル☆レンズのカバーで、Perfumeがコンサートで歌ったことでも知られている。「時代はサーカスの象に乗って」は頭脳警察のカバー。